# 이춘녕
이춘녕(李春寧, 1917년 3월 27일 ~ 2016년 7월 31일)은 대한민국의 농화학자이다.
사학자 이병도의 둘째 아들이다. 호(號)는 우계(又溪). 예비역 대한민국 육군 소령이다.

## 생애

### 생애 초기
본관은 우봉(牛峰)이고 서울 출생이다.

### 학력
- 수원고등농림학교 졸업
- 일본 규슈 제국대학교 농화학과 학사
- 미국 조지타운 대학교 대학원 농학 석사·농학박사

### 주요 경력

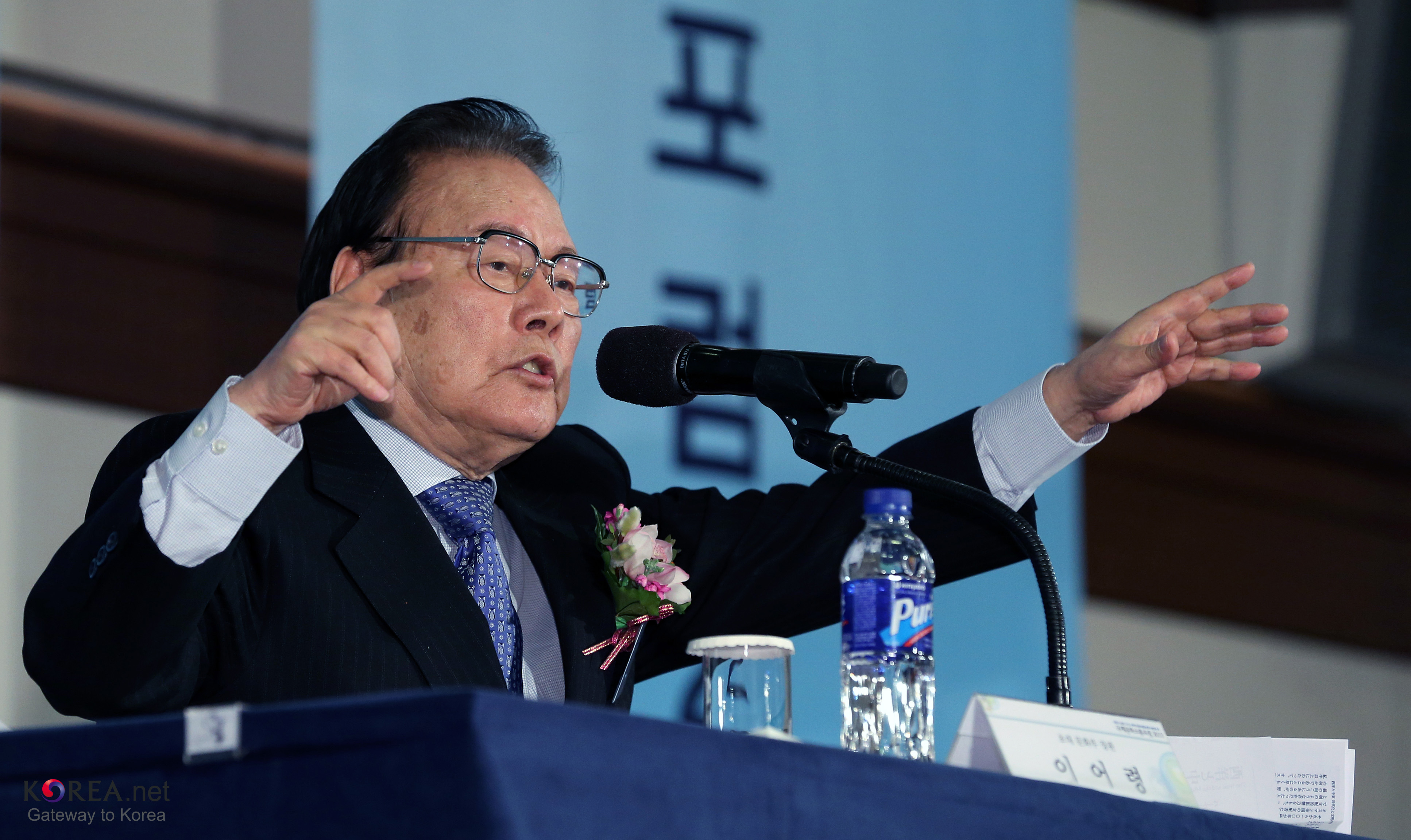
친가 8촌 삼종제
이어령 前 문화부 장관

장남 이장무 前 서울대학교 총장

- 1942년 일본 규슈 제국대학교 농학연구소 연구원.
- 1946년 수원고등농림학교 교수.
- 1946년 서울대학교 교수.
- 1947년 미국 조지타운 대학교 연구원.
- 1948년 대한민국에 귀국.
- 1950년 육군 대위로 임관하여 육군 수도사단 정훈장교를 지내며 군 신분으로 서울대학교 교수를 겸직 복무(1950년 8월 26일).
- 1952년 육군 소령 진급.
- 1953년 육군 소령 예편(1953년 8월 26일).
- 1954년 서울대학교 교수(1982년 서울대학교 명예교수).
- 1959년 성균관대학교 전임강사(1960년 퇴임).
- 1967년 대한민국 학술원 회원.
- 1969년 한국농화학회 회장(1979년 퇴임).
- 1969년 서울대학교 열대농업연구소 소장(1974년 퇴임).
- 1974년 한국식품과학회 회장(1976년 퇴임).
- 1976년 서울대학교 농과대학 학장(1979년 퇴임).
- 1976년 아시아농과대학협회 회장(1978년 퇴임).
- 1976년 아시아농과대학학장협회 상임위원장.(1978년 퇴임).
- 1981년 한국농화학회 명예회장.
- 1982년 서울대학교 명예교수.
- 1982년 대한환경농학회 회장(1986년 퇴임).
- 1982년 세종대학교 초빙교수.
- 1984년 한국콩연구회 회장(1989년 퇴임).
- 1985년 경희대학교 석좌교수.

## 가족 및 친척 관계
이장무(李長茂) 前 서울대학교 총장과 이건무(李健茂) 前 문화재청 청장의 아버지이기도 한 그의 본관은 우봉(牛峰)이고 아호는 우계(又溪)이며 경성부(지금의 서울) 출생으로  이기령(李基寧)의 아우이고 서양화가 장욱진(張旭鎭)의 손윗처남이며 농화학자 조백현(趙伯顯)의 생질이다.